# Kasper Straube

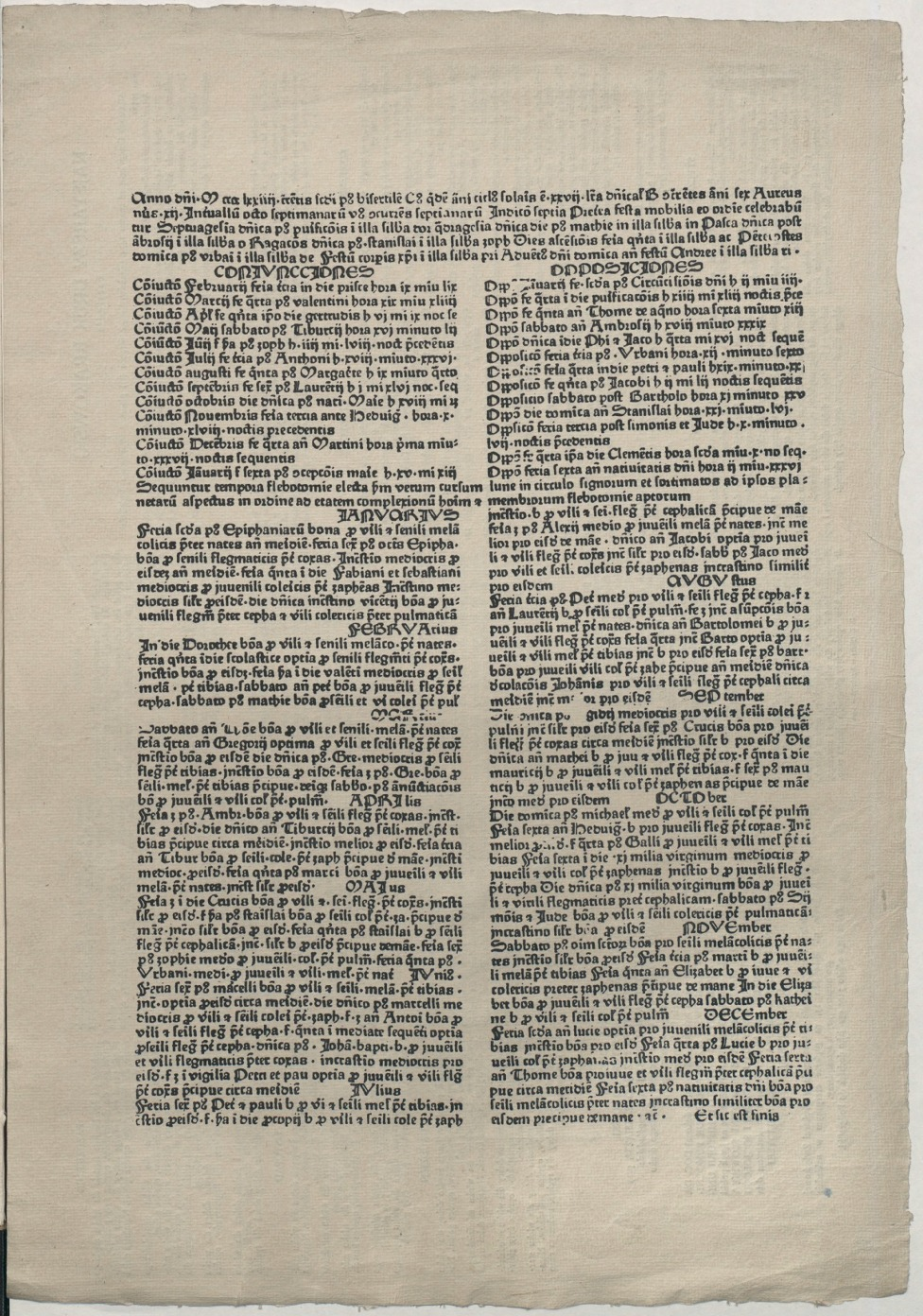
Kalendarz Straubego na rok 1474

Kasper Straube – pierwszy drukarz krakowski, pochodzący z Bawarii.

## Życiorys
Straube do Polski przybył zapewne przez Lipsk i Drezno. W Krakowie działał prawdopodobnie przy wsparciu klasztoru bernardynów na Stradomiu. Po kilkuletniej pracy oficyna Straubego zakończyła działalność. Przypuszcza się, że Straube po zamknięciu drukarni wrócił do Drezna.
Drukarz walczył z trudnościami finansowymi, które uniemożliwiały mu zdobycie zapasu materiałów typograficznych. W drukach Straubego ujawniono 22 rodzaje różnego papieru.
Jego warsztat nie był zasobny w czcionki, co przy braku doświadczonych pracowników zecerów i niedoskonałości prasy było przyczyną licznych usterek technicznych w drukach. Straube korzystał z czcionek z oficyny drukarskiej, która była zlokalizowana w Augsburgu, gdzie praktykował. Nie wiadomo jednak, czy owe czcionki zostały przez niego wykradzione, czy dostał je w formie wynagrodzenia za swoją pracę.
Straube był też jednym z pierwszych drukarzy wykorzystujących sygnet wydawniczy. Swój znak umieścił w kolofonie dzieła Opus restitutionum z 1475. Znak Straubego wzorowany był na znaku inicjatorów sygnowania druków – Johanna Fusta i Petera Schöffera. Sygnet Straubego składał się z dwóch tarcz herbowych (z umieszczonymi na nich nomina sacra), zawieszonych na pojedynczej gałązce.

## Publikacje
W latach 1473–1477 wydał cztery (poczytywane za najstarsze w Polsce) druki łacińskie:
- Almanach Cracoviense ad annum 1474 – almanach (kalendarz) na rok 1474 (uznawany za najstarszy polski druk); jednostronnie zadrukowana karta ściennego kalendarza, oprócz informacji astronomicznych zawierał wiadomości praktyczne z dziedziny medycyny domowej; wykonany w końcu 1473 roku, być może autorem treści był Piotr Gaszowiec[1]
- Explanatio in Psalterium (Wykład psałterza) Juana de Torquemady – pierwsza w Polsce książka drukowana[4], wydana w dwóch wariantach w latach 1475 i 1476
- Opus restitutionum (O odszkodowaniach, lichwie i klątwach kościelnych) Franciszka de Platea – opatrzone sygnetem drukarskim; z roku 1475
- Opuscula (Dzieła Mniejsze) św. Augustyna – z lat 1476/1477.